# Mülheim Texas – Helge Schneider hier und dort

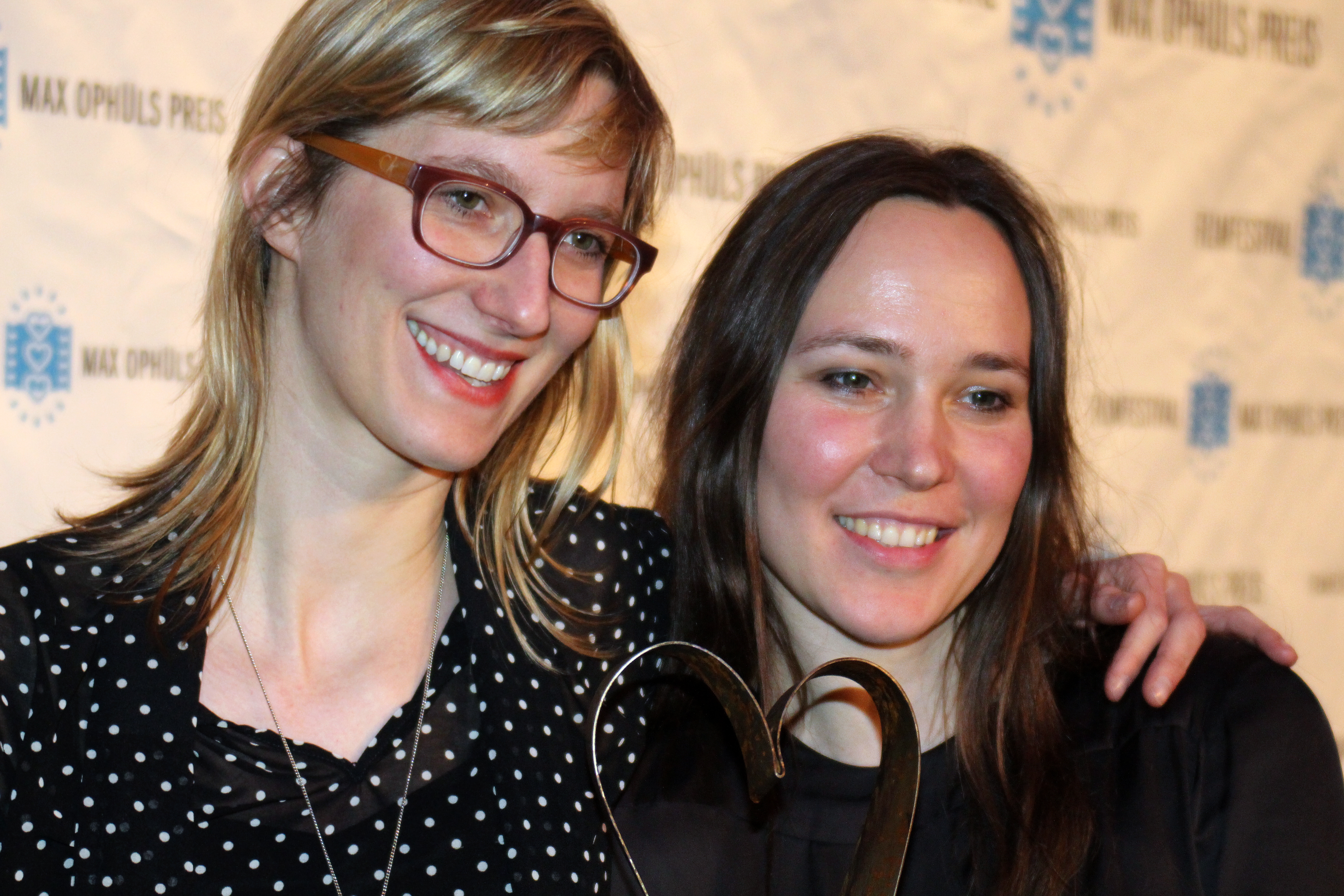
Ulla Lehmann und Andrea Roggon bei der Preisverleihung des Max-Ophüls-Festivals 2015

Mülheim Texas – Helge Schneider hier und dort ist ein deutscher Dokumentarfilm über Helge Schneider von Andrea Roggon aus dem Jahr 2015. Die Uraufführung des Films war am 21. Januar 2015 beim Filmfestival Max-Ophüls-Preis, wo der Film den Förderpreis der DEFA-Stiftung erhielt. Der Kinostart war am 23. April 2015.

## Handlung
Der Film begleitet Helge Schneider auf seinen Tourneen und bei Dreharbeiten, aber auch in sein Arbeitszimmer, beim Hundespaziergang und beim Paddeln auf der Ruhr. Immer wieder werden Teile eines Interviews eingebunden. Der Zuschauer erfährt von Schneiders Unsicherheit, aus der er sich mit Improvisationen befreit. Neben dem bekannten Helge Schneider ist zudem hin und wieder der ehrgeizige und fleißige Arbeiter in ihm zu erkennen, der sich neuen Herausforderungen stellt, etwa wenn er mit anderen Musikern wie der Beatbox-Künstlerin Butterscotch an neuen Musiknummern feilt.

## Hintergrund
Der Film ist eine Produktion der AMA Film GmbH in Koproduktion mit dem Kleinen Fernsehspiel (ZDF). Förderung erhielt der Film vom Beauftragten der Bundesregierung für Kultur und Medien, der Filmförderung Baden-Württemberg, der Film- und Medienstiftung NRW sowie vom Deutschen Filmförderfonds. Der Filmverleih liegt bei der Piffl Medien GmbH.

## Kritik
Die Filmwebsite kino.de würdigte das ambitionierte Anliegen der Regisseurin, ein Porträt Helge Schneiders zu drehen, der „seine wahre Persönlichkeit bewusst aus jedem Rampenlicht fern[halte]“. Entgegen den Schwierigkeiten sei jedoch „eine vielschichtige Dokumentation voller komischer Szenen“ entstanden, „die genau damit den Charakter des Künstlers einzufangen vermag“.
Der epd Film urteilte hingegen, die „Interviews, die Beobachtungen hinter den Kulissen“ würden „neben der funkelnden Fantasie“ Helge Schneiders wie die „fade Wirklichkeit“ wirken. Der Filmdienst meinte, der Film liefere durch den „widerborstige[n]“ Protagonisten und das Fehlen von Interviews mit Bekannten und Kollegen des Künstlers eine „skurrile ‚Homestory‘“.

## Auszeichnungen

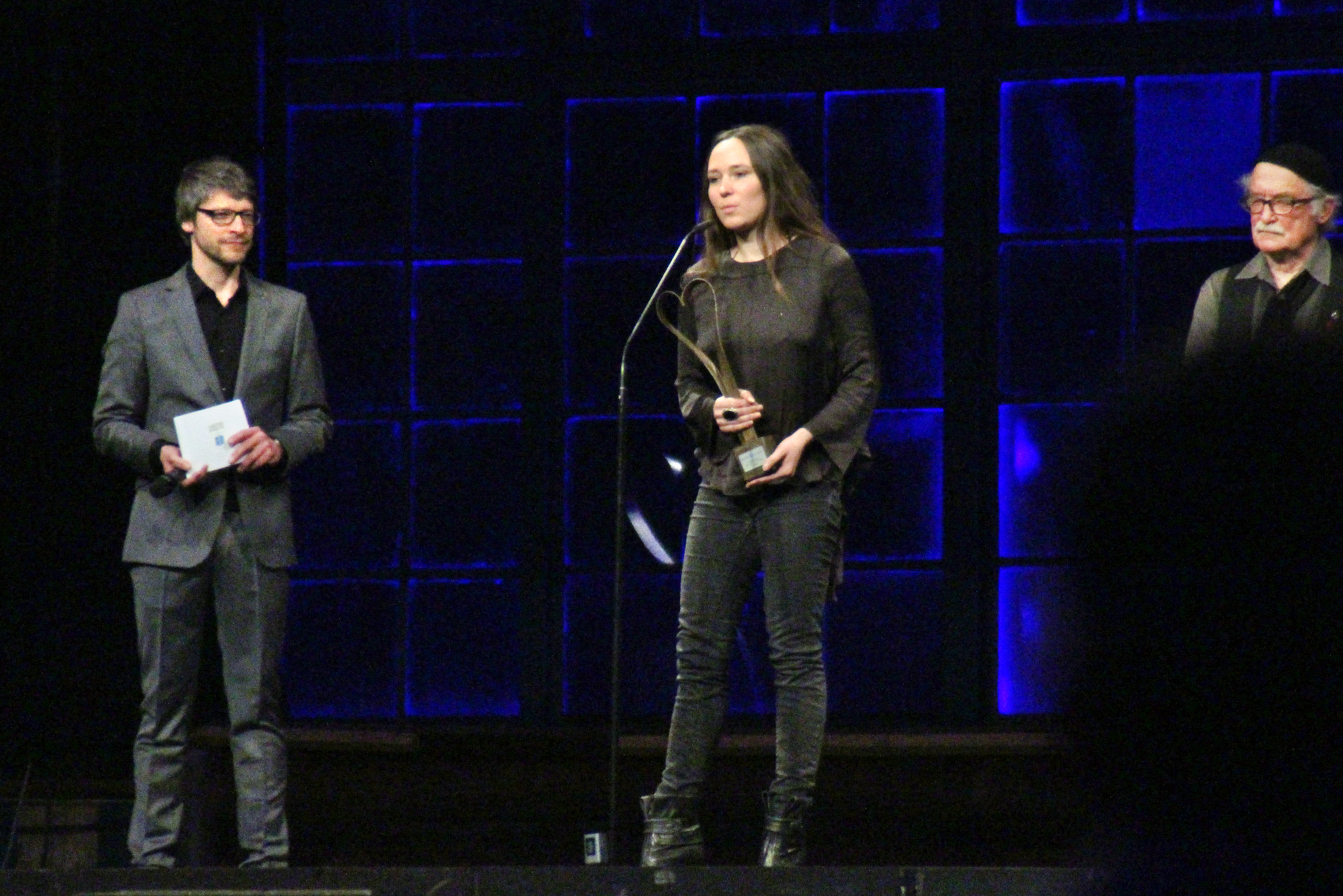
Andrea Roggon bei ihrer Dankesrede für den Förderpreis der DEFA-Stiftung beim Max-Ophüls-Festival

Der Film erhielt beim Max-Ophüls-Festival den Förderpreis der DEFA-Stiftung. In der Begründung heißt es, der Film sei ein „gelungenes cineastisches Porträt“, dass sich „selbst immer wieder in die Luft sprengt und genau dadurch seinem Protagonisten gerecht wird“.
Von der Deutschen Film- und Medienbewertung (FBW) erhielt der Film das Prädikat „besonders wertvoll“. Im Pressetext heißt es, der Film presse den „Porträtierten nicht in eine Form“, sondern folge „ihm in dynamischem Fluss“ und nähere sich dabei „den vielen Facetten des Helge Schneider“, ohne „zu entmystifizieren“. Damit sei Roggon „sowohl Helge Schneider wie auch seiner Kunst mehr als gerecht geworden“.